# Anthophora albicilla
Anthophora albicilla är en biart som beskrevs av Pérez 1895. Anthophora albicilla ingår i släktet pälsbin, och familjen långtungebin. Inga underarter finns listade i Catalogue of Life.